# IOSYS
IOSYS (イオシス ioshisu?) es un grupo musical japonés originario de Sapporo, Japón. El grupo es conocido principalmente por sus remix de música de la serie del juego Touhou Project (東方). El grupo ha preferido distribuir su música a través de canales dōjin tales como la convención Comiket. Su música con frecuencia son parodias de personajes o temas de juegos como los de Touhou Project o Etrian Odyssey de Atlus. En el 2011, IOSYS compuso el tema Daydream Syndrome como opening del anime Yumekui Merry. La letra y la música del tema fue realizada por void, mientras que la voz fue interpretada por Marina Fujiwara. Muchos de los actuales miembros residen en las áreas de Hokkaidō o de Kanto, Japón.También estuvo colaborando con canciones para entregas BEMANI, inicialmente para Beatmania IIDX, Sound Voltex y BeatStream y después para Dance Dance Revolution, Jubeat, Reflec Beat, pop'n music y GITADORA con el álbum Reitaisai 2015, así como canciones del álbum HinaBitter.

## Videos
IOSYS es generalmente más conocido por los videos que van junto a sus canciones, y dentro de las más célebres están "Stops at the diseased part and melts quickly ~ Lunatic Udongein (患部で止まってすぐ溶ける　～ 狂気の優曇華院 kanbu de tomatte sugu tokeru ~ kyōki no udongein?)" (Conocido en occidente como "OVERDRIVE") y "魔理沙は大変なものを盗んでいきました (Marisa stole the precious thing)", ambos son populares en el foro de Nico Nico Douga y en los círculos de Internet de otros otakus y en juegos Bemani como DDR A.

## Miembros

### Arranger (Arreglo musical)
- ARM
- D.watt
- Arima. Y
- Ogawa
- void

### Vocal
- miko
- イサベル (Isaberu)
- Marina Fujiwara
- あゆ (Ayu)
- 3L
- quim

### Instrumental
- ARM
- minami (guitarra)

### Letras
- void
- YOUNO[5]

La serie Touhou Project cuenta con una gran cantidad de personajes, cada uno de ellos con diferente grado de importancia. Los personajes principales habitualmente son interpretados por un artista vocal determinado: miko realiza las voces de Reimu Hakurei, Cirno(bajo el nombre de Karin Fujisaki), y イサベル (Isaberu) realiza la voz de Marisa Kirisame.

## Discografía

### 2006
- 東方風櫻宴 (Tōhō Kazakurae) - Phantasmagoria mystical expectation, 23/05/2006
- 東方乙女囃子 (Tōhō Otomebayashi) - Touhou Maidens' Orchestra, 13/08/2006

### 2007
- 世界樹のおもちゃ箱 - Yggdrasil Toy Box, 30/04/2007
- 東方永雀峰 (Tōhō Eijanho) - Touhou Eternal Sparrow Peak, 21/05/2007
- 東方萃翠酒酔 (Tōhō Suisuisūsū) - Touhou Gathering Green Wine Drunkenness, 17/08/2007
- 東方河想狗蒼池 (Tōhō Kasokusōchi) - Eastern Blue Land of Rivers, Visions, and Tengu, 31/12/2007

### 2008
- うぃーあーいおしす (WE ARE "IOSYS"), 17/08/2008
- 東方真華神祭 (Tōhō Makashinsai) - Splendid Eastern Divine Festival, 25/05/2008
- 東方想幽森雛 (Tōhō Sōyūshinpi) - Touhou Such a Mystery, 17/08/2008
- 東方氷雪歌集 (Tōhō Hyosetsu Kashu) - Eastern Anthology Of Ice And Snow, 2/11/2008
- あーゆーいおしす (Are you "IOSYS"?), 29/12/2008
- 東方泡沫天獄 (Tōhō Hōmatsu Tengoku) - Eastern Bubbling Underground, 29/12/2008

### 2009
- 東方月燈籠 (Tōhō Tsukitōrō) - Touhou Moon Lantern, 01/04/2009
- しゃるうぃーいおしす (Shall we "IOSYS"?)
- 東方超都魔転 (Tōhō Chotto Matten) - Eastern Just A Moment, 8/03/2009
- 東方年柄年中 (Tōhō Nengaranenju), 15/08/2009

### 2010
- 東方銀晶天獄 （Tōhō Crystalized Ocean）, 14/03/2010
- 東方恋苺娘＋ （Tōhō Koi Ichigo Musume）, 14/08/2010
- 東方浮思戯革命 （Tōhō Fushigi Kakumei）, 11/10/2010
- 東方云符不普 (Tōhō Unfufūfu), 30/12/2010

### 2011
- 東方メレンゲ少女夜行 (Touhou Merenge Shoujo Yakou), 13/03/2011
- Grimoire of IOSYS - 東方BEST ALBUM vol. 1, 10/07/2011
- 東方プレシャス流星少女 (Pureshasu Ryuusei Shoujo), 13/08/2011
- レミリアのわんだー紅魔館 (Remiria no wandākōmakan), 11/09/2011
- 東方テレパス少女歌集 (Touhou Terepasu Shoujo Kashuu), 16/10/2011
- 東方エレクトリック電波少女 (Touhou Erekutorikku Denpa Shoujo), 30/12/2011

### 2012
- 東方人妻ようちえん, 06/01/2012
- Grimoire of IOSYS - 東方BEST ALBUM vol. 2 -, 29/02/2012
- 風櫻 SECOND PHANTASMA -IOSYS TOHO COMPILATION vol. 21-, 27/05/2012
- 乙女囃子 COLORFUL GIRLS -IOSYS TOHO COMPILATION vol. 22-, 07/10/2012
- Grimoire of IOSYS - 東方BEST ALBUM vol. 3, 30/11/2012

### 2013
- miko BEST Toho of IOSYS, 11/12/2013
- げきかわ☆ヴァンピン (Gekikawa ☆ Vampin), 28/12/2013

### 2014
- ボーキサイトが底をついた件 (Bōkisaito ga soko O tsuitta kudan), 17/01/2014
- げきぴょす☆パペット (Gekypyosu ☆ Papetto), 24/11/2014